# Lakatos László (szociológus)
Lakatos László  (Budapest, 1952 – 2008. szeptember 12.) egyetemi docens, az ELTE Társadalomtudományi Kar Szociológiai Intézetének egykori oktatója. Beceneve: Manó.

## Életpályája
Gimnáziumi tanulmányait Budapesten a Kölcsey Ferenc Gimnáziumban végezte. Az ELTE Bölcsészettudományi Karon végzett, történelem, szociológia és francia nyelvszakon. Doktori disszertációját 1983-ban Hajnal István történelemszemléletéről, kandidátusi értekezését pedig 1996-ban Hajnal történelemszociológiájáról írta. A diploma megszerzése után ösztöndíjas lett a szociológia tanszéken, majd az ELTE Bölcsészettudományi Kar, Filozófiaoktatók Továbbképző és Információs Központjában dolgozott. 1990-től a Szociológiai Intézetben, valamint egy darabig a Kodolányi János Főiskolán tanított. A Társadalomtudományi Kar Szociológiai Intézetének oktatójaként, hosszan tartó betegség után érte a halál.

## Emlékezete
Temetésén Fokasz Nikosz mondott búcsúztatót.

## Művei
- Lakatos László (szerk.): Hajnal István. Új Mandátum, Budapest, 2001. ISBN 9639336114 [4]